# 황령산레포츠공원
황령산레포츠공원(荒嶺山레포츠公園, Hwangnyeongsan Leports Park)은 대한민국 부산광역시에 있는 스포츠 시설이다. 인조잔디 필드가 갖춰진 경기장이며, 2008년에 준공되었다.

## 참고 문헌
- 〈황령산레포츠공원〉. 《대한민국 구석구석》. 한국관광공사.
- 《2023 전국 공공체육시설 현황 (2022년 12월말 기준)》. 대한민국 문화체육관광부. 2024.